# Пеплово (Плоцький повіт)
Пеплово (пол. Pepłowo) — село в Польщі, у гміні Бодзанув Плоцького повіту Мазовецького воєводства.
Населення — 242 особи (2011).
У 1975-1998 роках село належало до Плоцького воєводства.

## Демографія
Демографічна структура станом на 31 березня 2011 року:
|          | Загалом | Допрацездатний вік | Працездатний вік | Постпрацездатний вік |
| -------- | ------- | ------------------ | ---------------- | -------------------- |
| Чоловіки | 121     | 21                 | 85               | 15                   |
| Жінки    | 121     | 20                 | 63               | 38                   |
| Разом    | 242     | 41                 | 148              | 53                   |